# Ayoub Borbata
Ayoub Borbata   (Mansoura, 1 de gener de 1999) és un exfutbolista i tiktoker català d'origen marroquí que resideix a Arbúcies (la Selva). Famós entre els joves catalans d'origen marroquí, penja principalment vídeos de caràcter humorístic i en català.
Borbata va néixer a Mansoura, un poble de l'interior del Rif, i a set anys es va traslladar a Catalunya per motius familiars. Als dinou anys, es va iniciar en el món de futbol semiprofessional amb el Palamós Club de Futbol i, després va jugar amb el filial de la Unió Esportiva Llagostera, Unió Esportiva Llagostera B i el Club de futbol de Malgrat de Mar fins que a mitjan 2021 se li van frustrar els plans de fer-hi carrera a causa del trencament dels lligaments i el menisc. L'estiu de 2023,va tornar al futbol després de 2 anys, jugant de nou al CD Malgrat. De llavors ençà, va dedicar-se tant als estudis com a fer contingut a TikTok. El febrer de 2023, ja tenia més de 140.000 seguidors.